# IC 1196
IC 1196 — галактика типу Sa (спіральна галактика) у сузір'ї Змія.
Цей об'єкт міститься в оригінальній редакції індексного каталогу.